# Fuori Uso
Fuori Uso è una rassegna d'arte contemporanea, che dal 1990 si svolge periodicamente a Pescara, in momenti e spazi diversi della città.

## Storia
Nasce da un'iniziativa del gallerista Cesare Manzo coadiuvato dal suo staff e da Gianfranco Rosini. Cesare Manzo ha poi ha coinvolto numerosi curatori nazionali e internazionali tra cui Nicolas Bourriaud, Paolo Falcone, Achille Bonito Oliva, Teresa Macrì, Emanuela De Cecco, Hou Hanru, Giacinto di Pietrantonio, Mario Codognato e altri.

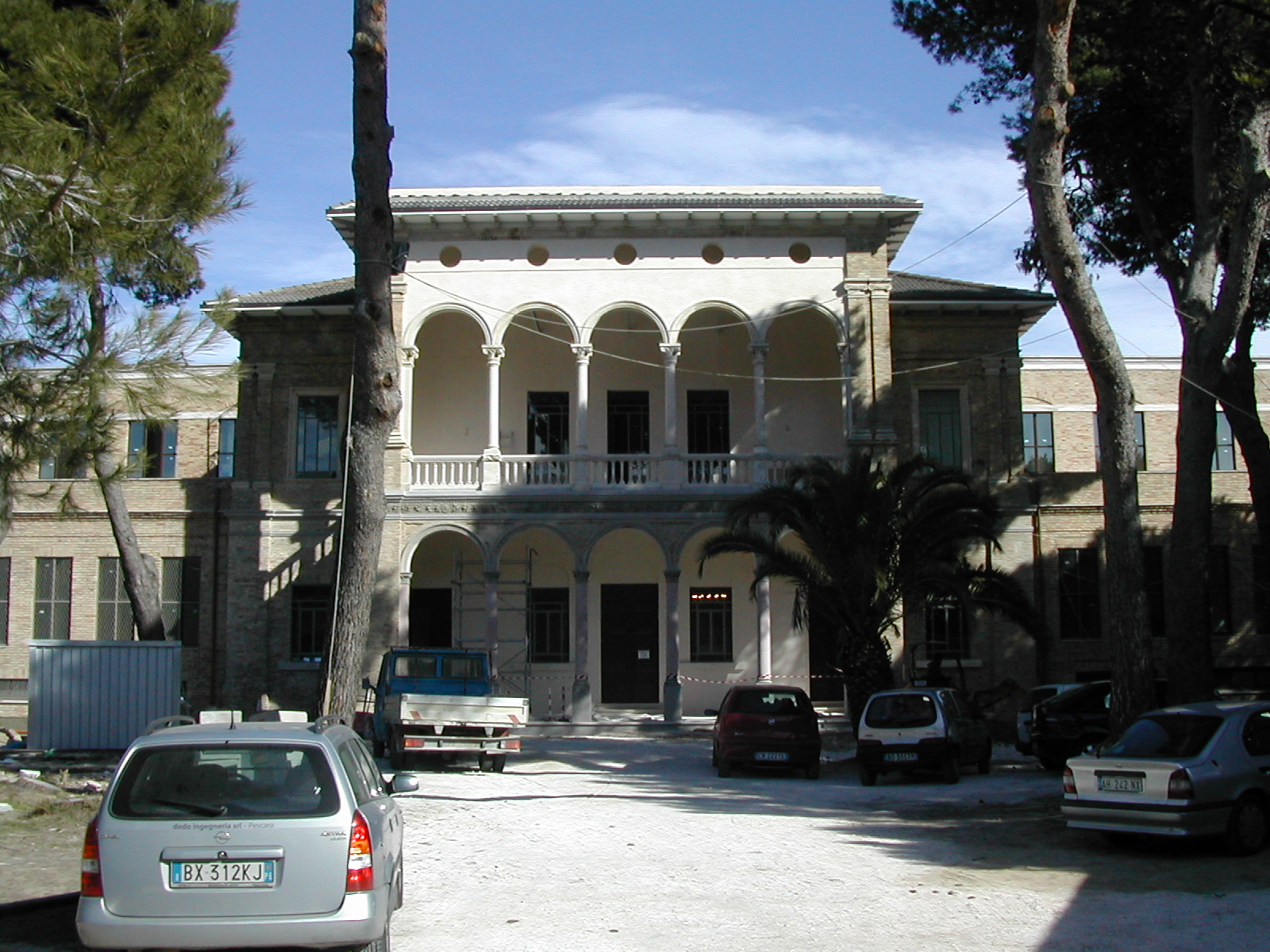
L'ex liquorificio Aurum nel 2007 prima della ristrutturazione (sede delle edizioni del 1990 e del 1995)

La caratteristica della mostra è quella di svolgersi in luoghi della città in disuso con il risultato di renderli vitali ed ancora fruibili, come spazi d'arte e di incontro. Si pone soprattutto come manifestazione di protesta, che rivendica la necessità dell'arte nelle città e la carenza di attenzione per luoghi abbandonati che devono essere restituiti alla collettività.

### Edizioni
La prima edizione si svolse nel 1990 nell'ex distilleria Aurum.
La seconda edizione ebbe luogo nel 1991 presso l'ex municipio di Castellamare Adriatico, ed ex istituto "Di Marzio" (oggi sede del Conservatorio Luisa D'Annunzio), con il titolo "Scuola d'obbligo", e a cura di Achille Bonito Oliva.
Nel 1993 si svolge nell'ex Gaslini, locale noto anche come "La Fabbrica" situato in viale Pindaro nei pressi dell'Università, un ex oleificio riutilizzato come discoteca e ristorante. Ebbe titolo "A prescindere" e fu curata ancora da Oliva.

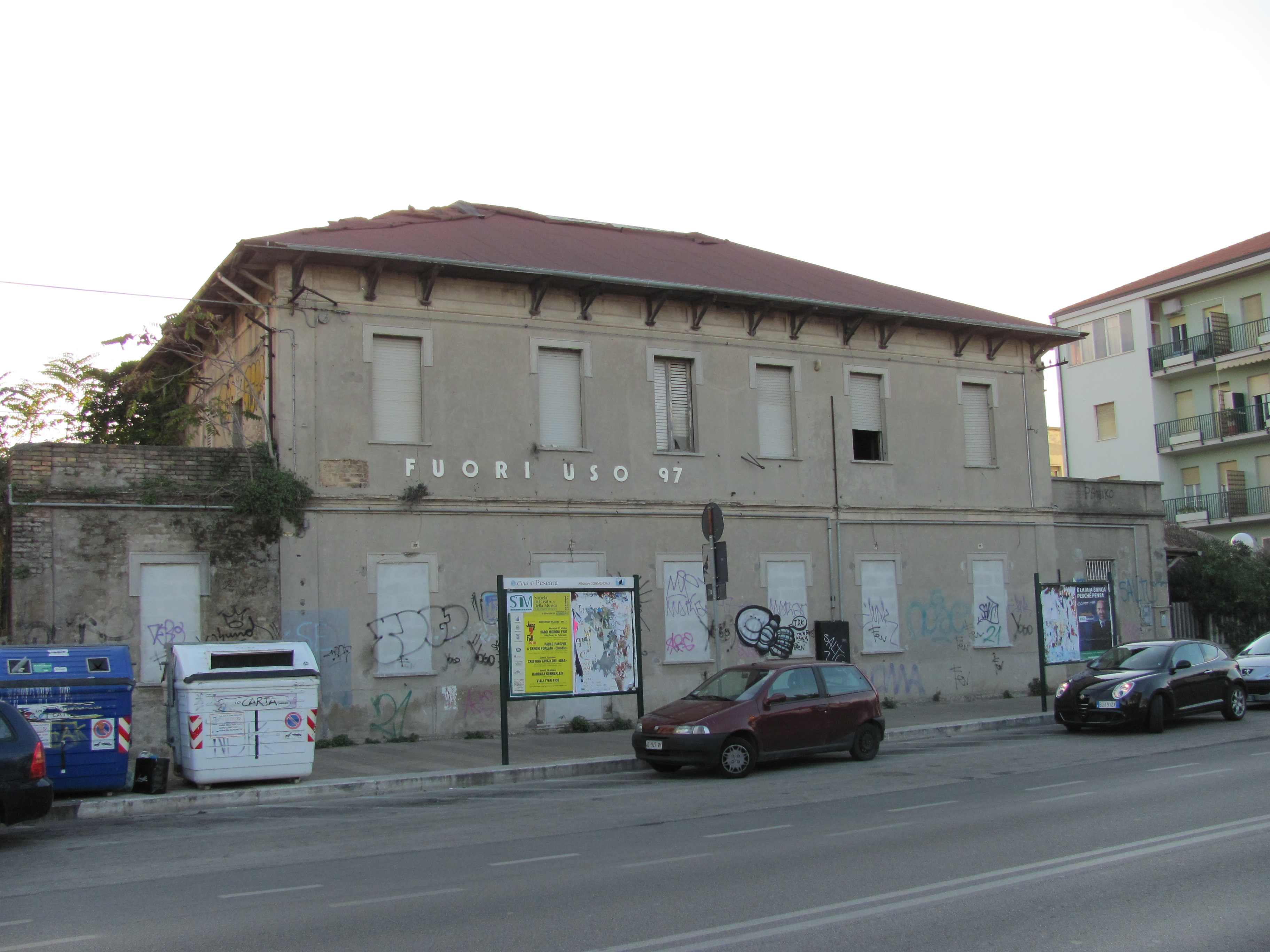
L'ex stazione FEA di Pescara Porto (edizioni del 1996 e 1997)

Nel 1994 viene allestita nuovamente all'ex Gaslini con il titolo "Opera Prima".
Nel 1995 la manifestazione è nuovamente ospitata nei locali dell'Aurum e ottiene un enorme successo, con 50.000 visitatori. Tale edizione è stata definita l'evento d'arte contemporanea più importante in Italia insieme alla biennale di Venezia. Il curatore è stato Giacinto Di Pietrantonio Rimangono alcune opere di questa edizione in una delle sale del museo, tra le quali il Tunnel Aviani.
Nel 1996 viene scelta come sede l'ex stazione di Pescara Porto (della FEA, Ferrovie Elettriche Abruzzesi).
Nel 1997 viene nuovamente coinvolta la stazione FEA (al tempo l'antico piazzale binari era utilizzato come deposito autobus, mentre il fabbricato era già inutilizzato) e rimane ancora visibile l'iscrizione FUORI USO '97 sulla facciata dell'edificio; il titolo scelto è "Perché?". Contemporaneamente viene organizzata anche all'ex colonia marina Stella Maris, nel comune di Montesilvano con il titolo "Mercato Globale".

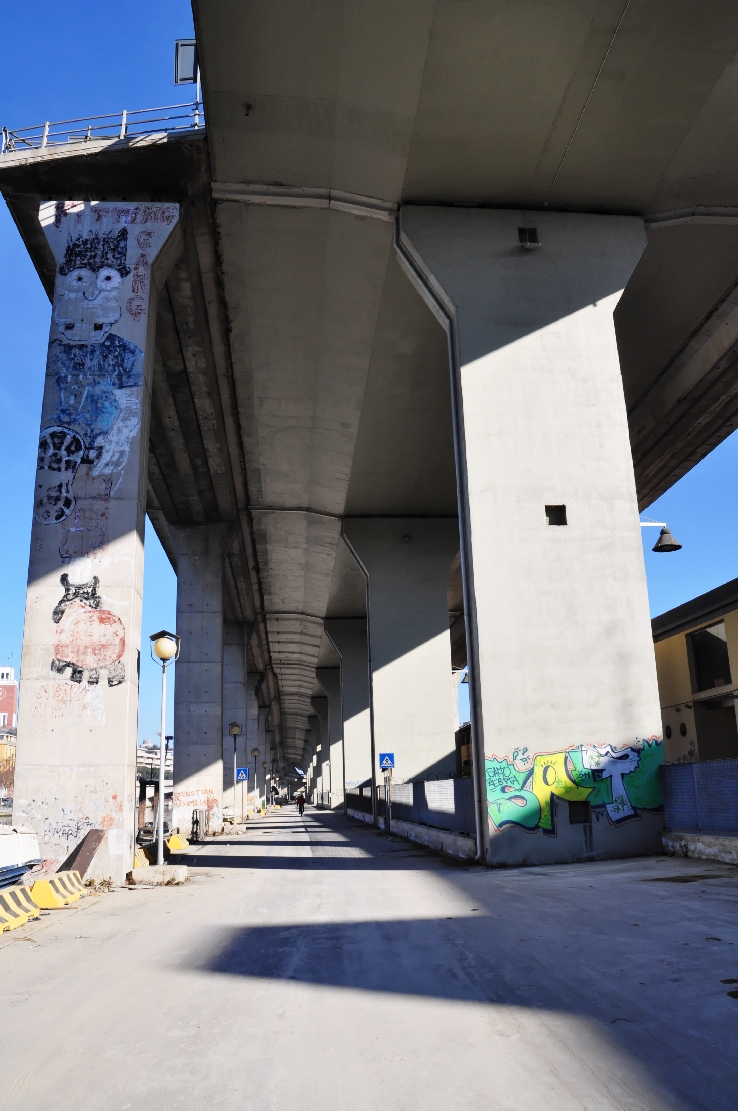
L'area della "golena sud" sovrastata dal tratto finale dell'asse attrezzato (sede dell'edizione del 2000)

Nel 1998 fu utilizzato il piano superiore dell'ex COFA (consorzio ortofrutticolo, ad oggi abbattuto) in zona portuale, con titolo "Mostrato".
Nel 1999 la mostra è allestita nell'ex clinica Baiocchi con il titolo "Ars Medica" in via Nazionale Adriatica Nord, oggi Distretto Sanitario Locale.
Nel 2000 si scelse di allestire la mostra nell'area del lungofiume sud, sotto il ponte del raccordo autostradale e sul retro del Museo delle genti d'Abruzzo.
L'edizione del 2002 e del 2004 si svolgono presso l'ex Ferrotel, un vecchio hotel costruito per le soste dei ferrovieri situato nei pressi della stazione centrale lungo Corso Vittorio Emanuele II. 
La 14ª edizione si svolge ancora nei locali dell'ex COFA con il titolo "Altered States. Are you experienced?", articolata in tre eventi dislocati in due anni: il primo parte a novembre 2005 ed è curato da Agnes Kohlmeyer, il secondo, nella primavera del 2006, curato da Paolo Falcone e Nicolas Bourriaud, e a ottobre 2006 l'evento conclusivo curato da Achille Bonito Oliva.

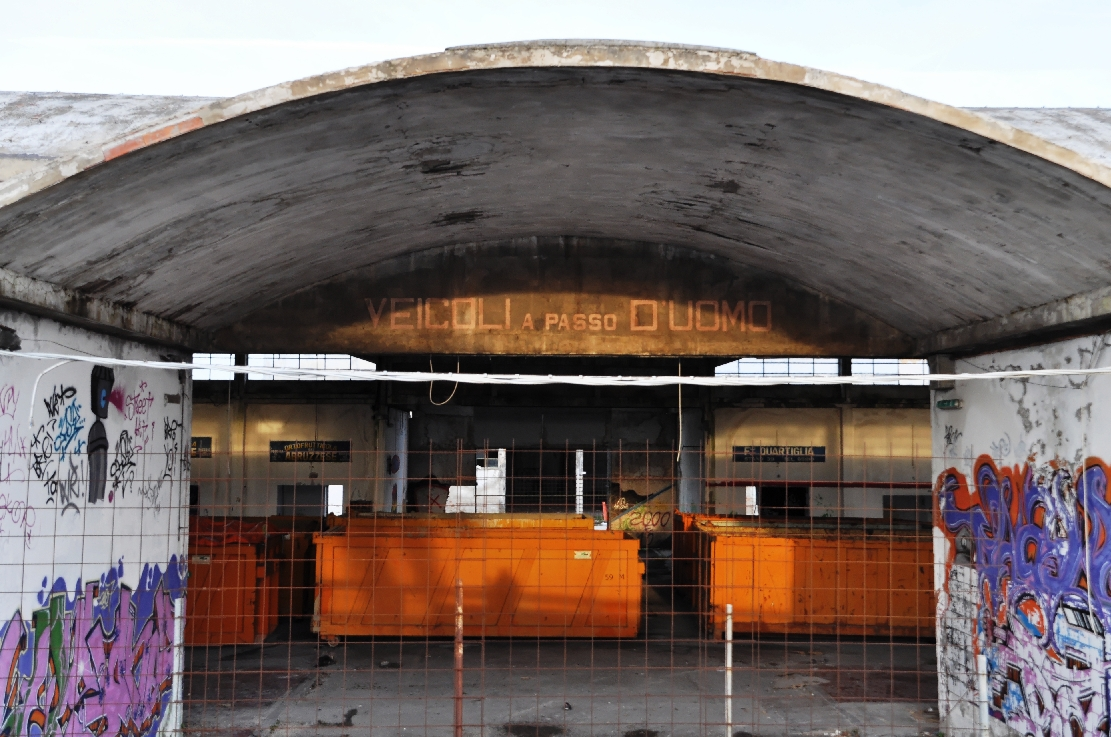
L'ex Consorzio Orto Frutticolo d'Abruzzo

Per l'edizione del 2009 viene organizzata la proiezione di un video che racconta le difficoltà di organizzazione della manifestazione e le sue finalità culturali.
Nel 2011 viene annunciata una nuova edizione da svolgersi presso l'ex colonia Stella Maris; con curatore Achille Bonito Oliva. La mostra viene però annullata.
Nel 2012 la mostra viene organizzata nel parcheggio sotterraneo dell'edificio in cantiere Torre OperA progettato da Mario Botta, situato nella zona del nuovo tribunale; il titolo della mostra è stato "Fuori Uso in Opera".
Nel 2016 si è svolta la 16ª edizione nella sede dell'ex tribunale in piazza Emilio Alessandrini, in locali inutilizzati dal Mediamuseum che è ospitato nello stesso edificio. Il titolo della mostra è "Avviso di garanzia".

## Artisti
La mostra, negli anni, ha dato spazio a molti giovani artisti locali, nazionali e provenienti da tutto il mondo, ma ha visto la partecipazione di grandi nomi italiani dell'arte come Vanessa Beecroft, Maurizio Cattelan, Enzo Cucchi, Mario Merz, Sergio Nannicola, Domenico Paladino, Michelangelo Pistoletto, Mimmo Rotella, Sergio Sarra, Mario Schifano, Ettore Spalletti ma anche internazionali come Richard Long, David Hammons, Christelle Familiari, Nan Goldin, Julian Opie, Tony Cragg, Liam Gillick, Paul McCarthy, Peter Halley, Joseph Kosuth, Rosemarie Trockel e molti altri. 
Le opere presentate nelle varie edizioni spaziano dalla pittura alla scultura al video all'installazione e numerosissime sono quelle realizzate in situ.

## Riconoscimenti
La manifestazione è il progetto vincitore tra tutti i paesi europei del programma Cultura 2000, si avvale del supporto finanziario dell'Unione Europea ed è cofinanziato e promosso dall'Assessorato alle Politiche Comunitarie in partenariato con l'Associazione culturale Arte Nova - Fuori Uso, la Regione Abruzzo, la Fondazione Pescara-Abruzzo, l'ACAX di Budapest e la Galeria Noua di Bucarest.
Dal 2007 la mostra è divenuta itinerante: infatti è stata ospitata anche dall'"Agency for Contemporary Art Exchange" di Budapest e, in estate, dalla "MNAC -National Museum of Contemporary Art" ed alla "Galleria Noua" di Bucarest.